# 亞歷山大·巴斯
亞歷山大·巴斯，以色列男子羽毛球運動員。

## 簡歷
2015年10月，亞歷山大·巴斯和丹尼爾·希斯洛夫合作出戰以色列夏瑣羽毛球國際賽男子雙打項目並在決賽以2-0的成績（21-14、23-21）的成績擊敗隊友，奪得冠軍。

## 主要比賽成績
只列出曾進入準決賽的國際賽事成績：
| 年份   | 賽事                   | 公開賽級別 | 項目     | 拍檔            | 成績   |
| ------ | ---------------------- | ---------- | -------- | --------------- | ------ |
| 2014年 | 以色列夏瑣羽毛球國際賽 | 國際系列賽 | 男子雙打 | 里歐·克羅伊特   | 亞軍   |
| 2015年 | 以色列夏瑣羽毛球國際賽 | 未來系列賽 | 男子雙打 | 丹尼爾·希斯洛夫 | 冠軍   |
| 2016年 | 以色列夏瑣羽毛球國際賽 | 未來系列賽 | 男子雙打 | Shai Geffen     | 準決賽 |
| 2017年 | 以色列夏瑣羽毛球國際賽 | 未來系列賽 | 男子雙打 | Shai Geffen     | 冠軍   |
| 2018年 | 白俄羅斯羽毛球國際賽   | 未來系列賽 | 男子雙打 | 丹尼爾·希斯洛夫 | 準決賽 |

| 2007-2017年 | 首要超級賽 | 超級賽 | 黃金大獎賽 | 大獎賽 | 國際挑戰賽 | 國際系列賽 | 未來系列賽 | 其他 |

| 2018-2026年 | 總決賽 | 超級1000賽 | 超級750賽 | 超級500賽 | 超級300賽 | 超級100賽 | 國際挑戰賽 | 國際系列賽 | 未來系列賽 | 其他 |